# Garniérite

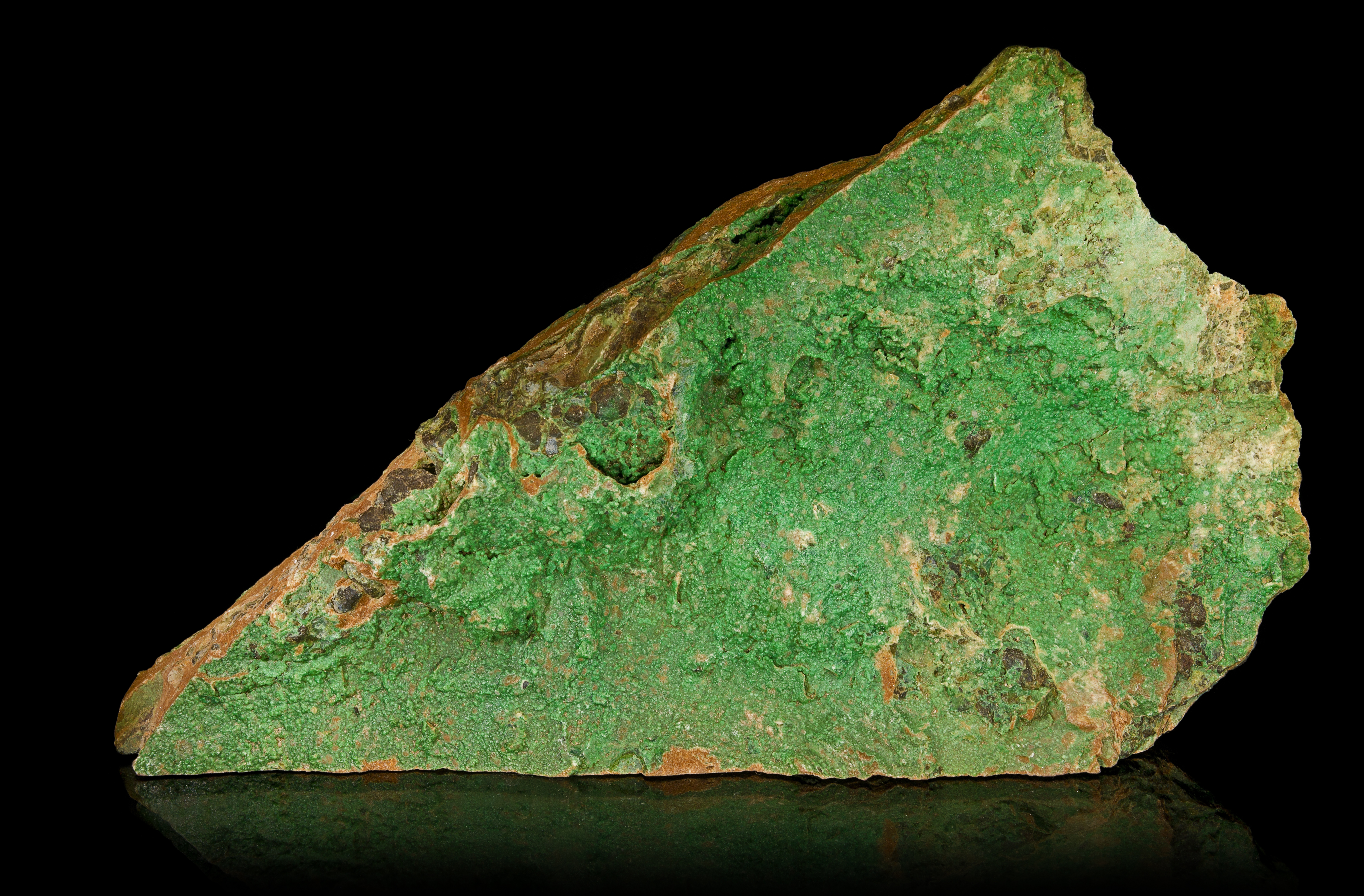
Garniérite – Thio – Nouvelle-Calédonie

La garniérite n’est pas en soi une espèce minérale mais un terme générique qui recouvre plusieurs espèces de phyllosilicates nickélifères. Leur teneur élevée en nickel les fait rechercher comme minerai de ce métal. Il s’agit de la népouite (Ni3Si2O5(OH)4), de la pimélite (Ni3Si4O10(OH)2 · 4 H2O), et de la willemséite (Ni3Si4O10(OH)2).

## Inventeur et étymologie
On doit à Jules Garnier (1839-1904), ingénieur de l'École des mines de Saint-Étienne, la découverte de ce minerai de nickel découvert et identifié sur le terrain entre 1863 et 1866 et connu par une publication en juin 1876 à l'Académie des sciences, mais c'est le minéralogiste australien W. B. Clarke (révérend anglican et géologue de la Nouvelle-Galles du Sud) qui est l'inventeur du terme, dédié à son découvreur,.

## Topotype
Nouvelle-Calédonie

## Synonymie
En dehors des synonymes s’appliquant aux trois espèces mentionnées ci-dessus, la garniérite a eu un synonyme : la nouméite (nom donné d'abord par Archibald Liversidge (en), mais attribué par la suite à un autre minéral de nickel) ou nouméaite en référence à la province de la découverte : Nouméa en Nouvelle-Calédonie.

## Gitologie et cristallochimie
Les gisements sont situés dans le profil d’altération : la garniérite se forme par suite de l'altération des roches ultrabasiques nickélifères. Lors du processus d'altération de la roche mère (harzburgite et dunite) la silice et le magnésium sont expulsés des silicates qui les contiennent. Les saprolites (altérites, ou matériaux altérés et friables à caractère argileux) ainsi formées en place (autochtones) contiennent alors au maximum 6 à 7 % de nickel.
Puis, lorsque l'altération atteint le stade des latérites rouges et des cuirasses ferralitiques, c'est au tour du nickel d'être expulsé. Ce nickel se retrouve en solution dans les eaux météoriques infiltrées, avec d'autres éléments chimiques. Généralement par percolation, ces solutions traversent la zone d'altération et les substances les moins solubles précipitent au contact de la roche mère imperméable, ainsi que dans les fractures.

## Histoire
Du point de vue historique, les garniérites furent le premier minerai de nickel exploité en Nouvelle-Calédonie. Leur forte concentration en nickel permettait d'assurer la rentabilité et la viabilité des exploitations artisanales, qui ont laissé de nombreuses traces sur les massifs calédoniens. Les gisements de garniérites étant pratiquement épuisés aujourd'hui, ce sont désormais les saprolites et les latérites qui intéressent l'industrie minière en Nouvelle-Calédonie. Les garniérites bien cristallisées peuvent être utilisées comme pierre gemme.